# Castillo Lehuedé
La Casa Lehuedé o Casa Roja ubicada en la Plaza Mori (Santiago de Chile), es una construcción ubicada en el corazón del Barrio Bellavista de Santiago de Chile. Fue construida en 1923 para don Pedro Lehuedé por el arquitecto Federico Bieregel. El fuerte sello de las obras de este arquitecto es inmemorable.
Sobre un primer nivel en zócalo, recubierto exteriormente en piedra, se desarrollan dos pisos y una gran mansarda de estilo ecléctico, la casa aún proyecta a la plaza y al Barrio La Riqueza de su concepción original y los numerosos detalles que la ornamentan.

## Pedro Lehuedé Fernández
Pedro Lehuedé Fernández (1880-1943), de profesión comerciante, fue el segundo hijo de Pierre Francois Lehuedé Monfort (1849-1902) y Emilie Riquetti Garnier (1857-1904); de un total de 9 hermanos.
Se casó con María Luisa Boudin Vigneau (1888-1962). De este matrimonio nacieron cuatro hijos. Luis, Carlos, Inés y René. Siendo ellos los que nacieron en el Castillo Lehuedé. Propiedad que pertenecerá a la familia hasta cerca de 1945.
El propietario, Pedro Lehuedé, era hijo de un inmigrante francés, de aquellos llegados entre 1870 y 1890, en virtud de una campaña que culmina en el gobierno de Balmaceda cuando estaba Carlos Antúnez de ministro en París, con el propósito de enfrentar el desarrollo de las obras públicas materializadas gracias al auge minero.
Como el belga Neut, el francés Joannon, el yugoslavo Prajoux y el holandés de Groote, además de aportar técnicas constructivas, Lehuedé formó familia en Chile tuvo cuatro hijos y, a la manera europea, ellas se transmitieron a las generaciones siguientes.
El dueño de esta casa, entonces, siguió en el rubro de la construcción tal como lo hiciera su padre, y levantó varias casas en las calles Constitución y Antonia López de Bello, algunas de las cuales las mantuvo para la renta, todas de sólida factura. Idéntica tarea, y en el mismo barrio por entonces, realizaba Eugenio Joannon.
Pedro Lehuedé también se introdujo en el rubro ferretería y materiales de construcción. Primero con unos franceses, Quenet, y luego con un socio chileno en Ahumada 79, dirección clásica que mantuvieron desde 1911 hasta su muerte en el mismo lugar. La tradición fue proseguida por Luis y René Lehuedé de la tercera generación hasta 1958, fecha en la cual se mudó a unas cuadras.
Esta cultura de los materiales y la permanencia, está plenamente presente en el Castillo Lehuedé, la obra mayor, encargada al arquitecto Bieregel por ser su amigo y por compartir ambos la misma valoración de un pasado europeo provinciano y ajeno a modas, casi parte del paisaje.
Si el diseño evocador de Bieregel sorprende al transeúnte, por la seriedad con que se acometió la versión de una casa tan alejada a las tradicionales de Santiago, la segunda sorpresa viene de la calidad constructiva, que mantiene la casa viva y sana hasta la fecha.

## Historia del emplazamiento
Don Pedro Lehuedé compró el sitio a doña Mercedes Eyzaguirre de la Cavareda viuda de don Fermín Enrique Matte Pérez en 1927. Dicho sitio fue antes parte de una finca de don Juan Brandau y luego de sus hermanos Valentín y Guillermo, que deslindaba por el poniente con calle Purísima (antes denominada de Navarrete). Dicha finca derivó a su vez de la parcelación de la chacra que compró en 1852 don Juan Fernández Puelma de los herederos de don José de Borrás Pérez y su esposa Mercedes Gilabert Santiago. El Sr. Borrás, nacido en Cataluña y muerto en Santiago de Chile en 1811, fue propietario de esta chacra desde fines del s. XVIII.

## Construcción y estilo
Esta casa fue proyectada en los años 1920, construida por el arquitecto Federico Bieregel entre los años 1922 y 1924.
Es una obra historicista, casi romántica; que busca en sí misma una evocación de las ciudades europeas de antaño. Hoy en día, sobreviven unas pocas construcciones como esta y son cada vez más valoradas como hitos y monumentos nacionales. Estandartes mayores de sus respectivos barrios y que le dan un toque de distinción al Santiago de hoy, imbuido en el modernismo arquitectónico y lejano de la belleza clásica de tiempos anteriores.
Los pisos de roble americano, los muros exteriores de piedra sólida, el comedor enmaderado, las puertas con vitrales entre ese espacio y el salón; la gran escala, el acceso importante muy similar al que aplicó el arquitecto en la Casa Ariztía de Monjitas; el artesonado del salón (es decir, que presenta adornos cuadrados o poligonales en el techo); las grandes chimeneas de los dormitorios; los variados balcones y terrazas; en fin, todo es de una ejecución impecable, que entonces se encontraba más en Providencia o Zapallar, en arquitecturas recreativas de millonarios, que en una casa como ésta, urbana, y tan urbana que se adecua a la escala del barrio sin imponer su mayor contextura.
Incluso los enormes estanques de agua de 5 y 3 mil litros, utilitarios y agregados en lo alto por la baja presión del elemento, irradian consistencia.
La casa, después vendida por la sucesión a un inmigrante ruso, fue subdividida para su arriendo por secciones, casi sin excepción a residentes ligados al arte, la arquitectura, la decoración y la publicidad.

## Restauración post terremoto de 2010
La departametalización y los innumerables terremotos que soportó la casa desde 1923 dañaron muy profundamente su estructura. Por ello, en 2011 se inició un proyecto de rehabilitación con el fin de convertirla en un hotel pequeño. La restauración arquitectónica y estructural estuvo a cargo de los arquitectos Jorge Ávila y Cecilia Wolff entre 2010 y 2013, con el proyecto de cálculo de Leopoldo Dominichetti. La obra duró más de 3 años. El levantamiento del estado anterior a la restauración incluyó más de 200 dibujos de cada habitación en planta, elevaciones interiores, planta de cielo y detalles. Después del terremoto de 2010 el muro medianero de la enredadera que separó más de 20 cm del resto del edificio en el piso superior. Cómo es una obra de ladrillo trabado anterior al uso del hormigón armado para confinar la albañilería, solo tenía hormigón en el 1.º piso. La restauración incluyó por lo tanto reforzar todo el edificio por dentro, sin hacer evidente la intervención por fuera. Las ventanas fueron reemplazadas por ventanas estancas e insonorizadas de última generación. Hubo que hacer un estudio complejo para simplificar la geometría de las ventanas sin que perdiera el diseño general y así mantener la unidad de su imagen externa. Debido a esto y a todas las demás modificaciones arquitectónicas propuestas, el proyecto estuvo más de 6 meses en el Consejo de Monumentos Nacionales, pero fue aprobada sin observaciones importantes. Las obras de restauración comenzaron en 2012 y terminaron en 2014, cuando finalmente se inauguró como hotel.

## La Plaza Camilo Mori
La Plaza Camilo Mori es el pequeño espacio de forma triangular que enfrenta a la Casa diseñada por el arquitecto Federico Bieregel, conocida como Casa Roja o Castillo Lehuedé (1923), otorgando gran carácter a este sector.
A través de un lenguaje ecléctico, donde sobresalen elementos como el zócalo de piedras, el jarrón decorativo, las escaleras de acceso, la forja metálica y el techo inclinado, entre otros, el arquitecto logró que el edificio reconociera la escala más pequeña del barrio, a la vez que apropiarse de la Plaza.
La Plaza lleva el nombre de este gran pintor chileno, debido a que su residencia y taller se encontraba a pocos metros de aquí (Casa de estilo moderno en dos pisos, vereda Norte, por calle Antonia López de Bello N.º 0110).
Claramente, el Barrio Bellavista no sería el mismo sin este "castillo" que respalda la Plazoleta Mori y conforma así un rincón tan característico que ya se reproduce en las postales de Santiago.